# Marc Brenken
Marc Brenken (* 17. Juni 1973 in Wilhelmshaven) ist ein deutscher Jazzpianist und Komponist.
Brenken wuchs in Schleswig-Holstein auf und erhielt mit acht Jahren ersten Klavierunterricht. Mit zwölf Jahren begann er sich mit Jazz zu beschäftigen, als er Aufnahmen von Erroll Garner und Oscar Peterson nach Gehör nachspielte. Ab 1994 studierte er an der Folkwang-Hochschule Essen Jazzpiano; außerdem besuchte er Meisterklassen bei Kenny Werner, Fred Hersch, Richie Beirach, Marc Copland und John Taylor. 2006 legte er das Debütalbum Eight Short Stories vor, das er mit dem Marc Brenken/Christian-Kappe-Quartett eingespielt und für das er die Kompositionen geschrieben hatte. 2009 folgte das Trioalbum It Could Happen To You mit Alex Morsey (Kontrabass) und Marcus Rieck (Schlagzeug); 2012 Starting Our Journey, mit dem sich das Marc Brenken/Jean-Yves Braun Quartett vorstellte. Brenken wirkte außerdem an CD-Produktionen der Literaturkommission für Westfalen mit (Live auf dem Kulturgut) und tritt im Duo mit der Sängerin Tamara Lukasheva auf. 2010 kam das Marc Brenken Trio in die Vorauswahl zum Neuen Deutschen Jazzpreis, im Dezember 2011 wurde das Marc Brenken/Christian Kappe Quartett vom Publikum zum Sieger beim Ersten Jazzpreis Ruhr gewählt. Seit Anfang 2013 veranstaltet er eine wöchentliche Reihe „Jazz for the People“ in den Rüttenscheider Katakomben.